# NGC 4588
NGC 4588 é uma galáxia espiral barrada (SBc) localizada na direcção da constelação de Virgo. Possui uma declinação de +06° 46' 03" e uma ascensão recta de 12 horas, 38 minutos e 45,4 segundos.
A galáxia NGC 4588 foi descoberta em 13 de Abril de 1784 por William Herschel.